# Église Saint-Sébastien de Morsent
L'église Saint-Sébastien de Morsent est une église néogothique d'influence classique datant respectivement pour certaines parties du bâti du XVe siècle et d'autres du XVIIe siècle.

## Histoire
Cette église fut particulièrement bien étudiée par Santini en 1879 dans son ouvrage de dictionnaire général en une seule série alphabétique des communes de France et des colonies dans lequel il fait une longue notice de l'église de Saint-Sébastien-de-Morsent. Selon l'université de Cracovie dans ses études française d'où est issu une thèse d'histoire médiévale sur saint Sébastien intitulée "Saint Sébastien : histoire d'une assimilation culturelle". Elle est caractéristique des églises du XVe siècle avec sa volonté de revenir à l'antique caractéristique de la pré-Renaissance française .

## Architecture
Le dais et la baldaquin de l'église de Saint-Sébastien de Morsent est caractéristique des églises de la Renaissance des XVe et XVIe siècles. Le croisillon sud de l'église saint Sébastien a deux sculptures en bois suite et peint l'une dédiée à saint Sébastien et l'autre à saint Jacques le Majeur afin de nous rappeler que nous sommes sur l'un des nombreux chemins de saint Jacques de Compostelle .